# Régiments de cavalerie français d'Ancien Régime
Les régiments de cavalerie français d'Ancien Régime regroupent les cavaleries des régiments d'infanterie français d'Ancien Régime.

## Historique
En 1445, Charles VII crée les Compagnies d'Ordonnance, 9 000 cavaliers au total formant le premier embryon d'armée permanente en France. Le plus ancien corps de cavalerie était celui des dragons dont la première formation remonte à 1541. Cette troupe chargée de combattre aussi bien à cheval qu'à pied, formait une liaison entre l'infanterie et la cavalerie.
La grosse cavalerie se composait de régiments de cuirassiers créés en 1665 et de carabiniers créés en 1693. 
La cavalerie légère se composait de régiments de hussards créés en 1692, de chasseurs à cheval créés en 1758 et de chevau-légers créés en 1779. 
Le maréchal de Saxe avait créé un régiment de uhlans, armés de lances, qui fut licencié à sa mort en 1750.
- Haut – A
- B
- C
- D
- E
- F
- G
- H
- I
- J
- K
- L
- M
- N
- O
- P
- Q
- R
- S
- T
- U
- V
- W
- X
- Y
- Z

## Z
- Haut – A
- B
- C
- D
- E
- F
- G
- H
- I
- J
- K
- L
- M
- N
- O
- P
- Q
- R
- S
- T
- U
- V
- W
- X
- Y
- Z